# Moine de Salzbourg
Le moine de Salzbourg (en allemand : Mönch von Salzburg) est un poète et compositeur allemand de la fin du XIVe siècle. 

## Histoire
Son nom et son ordre monastique est inconnu ; certaines introductions des sources manuscrites mentionnent les noms d'Herman, Johanns et Hanns, et le décrivent comme étant soit Bénédictin, soit Dominicain. Malgré cette difficulté d'identification, tous les manuscrits qui contiennent ses œuvres sont « d'accord qu'il était un moine savant qui a écrit des chansons sacrées et profanes ». Il a vécu à la cour de l'archevêque Pilgrim von Puchheim en principauté de Salzbourg (1365–1396),. Ce dernier avait reçu sa formation de prêtre en Avignon, à la cour pontificale. Quelques chansons du moine trahissent une influence française, « peut-être même de Machaut ».

## Chansons
Le moine de Salzbourg laisse 49 chansons religieuses et 57 chansons profanes, réparties dans plus de quatre-vingt-dix manuscrits. La partie pieuse, ici présentée selon l'ordre du calendrier liturgique, est généralement adressée à la Vierge et à la Trinité ; auquel s'ajoutent quelques pièces monodiques consacrées à des saints. Le moine utilise très souvent le procédé de contrafactum.
Le contenu des chansons profanes sont dans la veine du XIIIe siècle : chansons d'amour, aubes, chansons à boire. Musicalement de même nature que les chansons sacrées, on y trouve cependant quelques-unes à deux voix et premier exemple de notation mesurée dans l'histoire de la chanson allemande. On trouve aussi le premier exemple de canon allemand, à trois voix, Martincanon.

### Avent
- Zu weihnachten : Maria keusche muter zart (D7)
- Vor anegeng der sunne klar
- Joseph, lieber nefe mein
- Mein trost, Maria, raine mait
- Besniten wirdigkleichen
- Eia herre got, was mag das gesein

### Du dimanche après l'Épiphanie au Carême
- Ave, meres sterne
- Maria pis gegrüsset
- Des menschen liebhaber
- Do got in dem throne sas
- Maidleich pluem, der jungkfrawn kron
- Von unnser vrawen mitleiden

### Pour la Pâques
- Die nacht wirt schir des himels gast
- Maria stuend mit swidem smerzen
- Eia der grossen liebe
- Kunig Christe, macher aller ding
- Heiligs kreuz, ein paum gar aine
- Schepher und weiser pist
- Sälig sei der selden zeit
- Aller werlde gelegenhait
- Sig und säld ist zu bedewten
- Christus erstuend mit siges van
- Grüest seist, heiliger tag
- Kum hochfeierliche zeit
- Kum senfter trost heiliger geist
- Kum her schepher heiliger geist
- Kum heiliger geist

### Dimanche de la Trinité à la fin de l'année de l'église
- Herr, got allmechtig, drei person
- Git in drivaldikait ainvalt
- In gotes namen
- Ave, lebendes oblat
- Lobt all zungen des ernreichen
- Lob, o Sion, deinen hailer
- Das hell aufklimmen deiner diener stimmen
- Uns kunden all zwelf poten gar
- Muter guter sach die pest
- Von unser frawen : Wir süllen loben all die raine (D70)
- Magd hochgeporen
- Freu dich Sion, das augangen

### Chansons mariales
- Ave, Balsams Creatur
- Pluom gezartet, ros an doren
- Richer schatz der höchsten freuden
- Ave, grüest pist, magtleich frome
- Ich gruss dich gerne
- Salve grüest pist, mueter hailes
- Got grüeß dich, meuter unsers herren
- O Maria pia

### Autres
- Allmächtig got herr Jesu Christ
- Der ympnus Christe qui lux es: Christe, du bist liecht un der tag (D63)
- O du selige drifaltikait

## Discographie
- Chansons profanes - Ensemble für frühe Musik Augsburg (février 1995, Christophorus CHR 77176) (Fiche sur medieval.org) (OCLC 34364889)
- Lieder - Paul Hofhaimer Consort, Salzburg (janvier 1996, Arte nova 74321 37316 2) (Fiche sur medieval.org) (OCLC 258682593)

## Biographie
- Franz Spechtler (éd.), Die geistlichen Lieder des Mönchs von Salzburg. De Gruyter, Berlin 1972  (ISBN 3-11-001847-0).
- Nigel Wilkins, « Moine de Salzbourg (Mönch von Salzburg) », dans Françoise Ferrand (dir.), Guide de la Musique du Moyen âge, Paris, Fayard, coll. « Les Indispensables de la Musique », 1999, 850 p. (ISBN 2-213-03063-4, OCLC 300177982, BNF 37097426), p. 530.